# Дифеніламін
Дифеніламін (англ. Diphenylamine) — органічна сполука з базовою формулою (C6H5)2NH. Є похідним аніліну, що складається з аміну, пов'язаного з двома фенільними групами. Сполука становить собою безбарвну тверду речовину, але комерційні зразки часто жовті через окислені домішки. Дифеніламін добре розчиняється в багатьох звичайних органічних розчинниках і помірно розчиняється у воді. Застосовується в основному завдяки своїм антиоксидантним властивостям. Дифеніламін широко використовується як промисловий антиоксидант, фарбувальний протруйник та реагент, а також використовується у сільському господарстві як фунгіцид та протиглисний засіб.

## Фізичні властивості
Дифеніламін має вигляд безбарвних кристалів, що темніють на світлі.
Температура плавлення 54-55 °C, температура кипіння 302 °C, температура займання 153 °C, температура самозаймання 633 °C.
Питома теплоємність становить 1,412 Дж / (г * К) рКа 0,9 (25 °C, вода).
Легко розчинний у діетиловому етері, бензолі, ацетоні, чотирихлористому вуглеці. Розчинність при 25 °C в 100 г етанолу — 44 г, метанолу — 57,5 г, води — 0,03 м.

## Отримання та реакційна здатність
Дифеніламін отримують шляхом термічного дезамінування аніліну над оксидними каталізаторами :
2 C6H5NH2 → (C6H5)2NH + NH3
Це слабка основа, з Kb 10−14. Із сильними кислотами утворює солі. Наприклад, обробка сірчаною кислотою дає бісульфат [(C6H5)2NH2 ] + [HSO4 ]- у вигляді білого або жовтуватого порошку з т. пл. 123-125 °С
Дифеніламін зазнає різних реакцій циклізації. Із сіркою він дає фенотіазин, прекурсор для фармацевтичних препаратів.
(C6H5)2NH + 2 S → S(C6H4)2NH + H2S
З йодом він піддається дегідруванню з отриманням карбазолу з виділенням йодистого водню:
(C6H5)2NH + I2 → (C6H4)2 NH + 2 HI
Арилювання з йодбензолом дає трифеніламін. Також використовується як тест-реагент у тесті Діше.

## Застосування

### Сповільнювач гниття яблук
Дифеніламін використовується як сповільнювач поверхневого гниття до або після збору яблук, які для цього обробляють у приміщенні. Його антигнильна дія є результатом антиоксидантних властивостей, які захищають шкірку яблук від продуктів окислення α-фарнезену під час зберігання. Поверхневе гниття — це фізичне пошкодження, яке проявляється в коричневих плямах після вилучення фруктів із холодильника.

### Стабілізатор для бездимного пороху
При виробництві бездимного пороху дифеніламін зазвичай використовується як стабілізатор, таким чином аналіз залишків пострілів має на меті кількісно визначити сліди дифеніламіну. Дифеніламін функціонує шляхом зв'язування продуктів розпаду нітроцелюлози (наприклад, NO, NO2 та азотної кислоти), запобігаючи прискореній деградації цих продуктів розпаду.

### Антиоксидант
Алкільовані дифеніламіни виконують функцію антиоксидантів у мастильних матеріалах дозволених для використання в машинах, у яких не виключається контакт з їжею. Алкільовані дифеніламіни та інші похідні використовуються як антиозонанти у виробництві гумових виробів, що відображає антиоксидантну природу похідних аніліну.

### Відновний індикатор
Багато похідних дифеніламіну використовуються як окислювально-відновлювальні індикатори, що особливо корисно при лужному окислювально-відновному титруванні. Дифеніламінсульфонова кислота є простим прототипом окисно-відновного індикатора завдяки покращеній розчинності у воді порівняно з дифеніламіном. Були зроблені спроби пояснити зміни кольору, пов'язані з окисленням дифеніламіну.
У відповідному застосуванні дифеніламін окислюється нітратом для отримання синього забарвлення у дифеніламіновому тесті на нітрати.

### Барвники
Кілька азобарвників, таких як метаніловий жовтий, дисперсний оранжевий 1 та кислотний оранжевий 5, є похідними дифеніламіну.

## Токсичність
В експериментах на тваринах дифеніламін швидко та повністю засвоювався після прийому всередину через рот. Він зазнавав метаболізму до сульфонільних та глюкуронільних кон'югатів і швидко виводився переважно із сечею. Гостра пероральна та шкірна токсичність були низькими. Дифеніламін може викликати сильне подразнення очей. Він не викликав подразнення шкіри, і технічно не було можливою перевірити дослідження гострої токсичності шляхом вдихання. Дифеніламін націлений на систему еритроцитів і може спричинити аномальний еритропоез у селезінці, а отже — застій селезінки та гемосидероз. Зміни в печінці та нирках були виявлені при більш тривалому впливі. При чітких токсичних дозах батьківських репродуктивних ефектів було обмежено зменшення місць імплантації у самок F1, пов'язане зі зменшенням розміру приплоду щурів, що вказує на можливий мутагенний або тератогенний ефект. Ніякого впливу на розвиток неможливо виділити. Американський інститут NIOSH перелічує такі симптоми отруєння: подразнення очей, шкіри, слизової оболонки; екзема; тахікардія, гіпертонія; кашель, чхання; метгемоглобінемія; підвищення артеріального тиску і частоти серцевих скорочень; протеїнурія, гематурія (кров у сечі), травма сечового міхура; у тварин: тератогенний ефект.
При дослідженні метаболізму дифеніламіну в зібраних і оброблених яблуках через різні часові інтервали було виявлено, що радіоактивно мічені залишки дифеніламіну проникають із поверхні в пульпу, яка через 40 тижнів містила 32 % залишку. Дифеніламін завжди був основним залишком, але у зразках яблук у значних кількостях було виявлено 3 метаболіти, експерти яких визнали недостатніми. Існує прогалина в даних про наявність або утворення нітрозамінів в метаболізмі яблук або під час переробки. Канцероген 4-амінобіфеніл може супроводжувати дифеніламін як домішка.
Дифеніламін має низьку гостру і короткочасну токсичність для птахів, але дуже токсичний для водних організмів. Ризик для біологічних методів очищення стічних вод був оцінений як низький.
Домішка у комерційному дифеніламіні, що викликає полікістоз нирок у щурів, була виявлена в 1981 році. Лабораторні дослідження з високоочищеним дифеніламіном показали, що домішка може утворюватися з нагріванням дифеніламіну.